# Basílica de la Mare de Déu dels Desemparats
La Basílica de la Mare de Déu dels Desemparats de la ciutat de València alberga la imatge de la Mare de Déu del mateix nom, la més venerada pels valencians.
El 1652 va començar la construcció de la capella adequada al creixent culte tributat a la imatge de la confraria de «Nostra Dona Sancta Maria dels Ignocents», projecte que fou encarregat a l'arquitecte de Requena Diego Martínez Ponce de Urrana. S'acabà el 1667. Fou declarada monument historicoartístic el juny del 1981.
La Basílica de la Mare de Déu dels Desemparats té un gran significat entre els valencians, perquè s'hi troba la imatge d'aquesta marededeu, que és la patrona de la ciutat, coneguda afectuosament com la geperudeta, pel fet que està lleugerament inclinada cap avant, la qual cosa ha sigut interpretat per alguns com a signe que la imatge pertany a una estàtua jacent.

## Història
L'origen de la imatge de la Mare de Déu dels Desemparats està unit a la fundació de l'Hospital de «Santa Maria dels Ignocents» en 1409 i a la de la seua confraria cinc anys després. Fins a l'any 1489 la imatge i la seua confraria tenien el seu centre en una xicoteta capella coneguda com «El Capitulet» instal·lada als actuals Jardins de l'Hospital General (hui biblioteca pública, carrer de l'Hospital amb carrer de Guillem de Castro). El 1489 la imatge fou traslladada a una de les capelles situades en la Catedral, concretament a l'espai conegut com a Balcó dels Canonges, Llotja dels Canonges, Obra Nova o Arcada Nova, davant mateix de l'actual basílica; concretament davant d'una de les seues tres portes (la que no mira a la plaça de la Mare de Déu), en una capella que hui alberga una imatge de sant Vicent Ferrer, de factura moderna. Com a curiositat, just a l'esquerra d'aquesta capella hi ha una capelleta, protegida per una reixa, on es diu que Jaume I va realitzar la primera missa després que conquistara la ciutat en 1238 (vegeu la Conquesta de la ciutat de València).
La devoció cada vegada major per la imatge de la Mare de Déu dels Desemparats va obligar a buscar un lloc adequat perquè la imatge poguera estar exposada a la devoció del poble en condicions raonables. Com a conseqüència de l'epidèmia de pesta haguda a la ciutat de València el 1647 que va causar prop de 18.000 morts, els ulls dels valencians es van tornar cap a la Mare de Déu a qui demanaven auxili i empara, per la qual cosa una vegada recuperada la ciutat d'aquesta terrible plaga, es van començar les obres el 1652 per a donar recés a la Mare de Déu que ja llavors era considerada mare de tots els valencians.
En la construcció de la capella van intervindre els mestres Josep Artigues i Josep Montoro i el 1667 va poder traslladar-se la imatge des de la catedral. El cambril de la Mare de Déu es va començar el 1685, però no s'acabà fins al 1694, encara que la seua construcció ja es tenia en compte als plànols originals de la capella.
Aquest és el primer temple que es va construir a la ciutat de València al segle xvii, creat nou de trinca, i no fou construït sobre cap altra església anterior, sinó sobre els terrenys de la casa particular del que fora ardiaca major de la catedral. Cal destacar que la zona on es troba la basílica es correspon amb el fòrum romà de la ciutat de València, com ho indiquen les excavacions realitzades en les ruïnes de l'Almoina. De fet, la façana principal de la Basílica presenta diversos carreus que no són més que làpides i inscripcions d'època romana i que van ser reutilitzats en la construcció.

## Arquitectura
La basílica presenta planta trapezoidal, amb cúpula ovalada descentrada del seu eix. Encara que aquesta forma no és estranya en temples catòlics, sí que ho és a la ciutat de València, on les cúpules solen ser circulars.

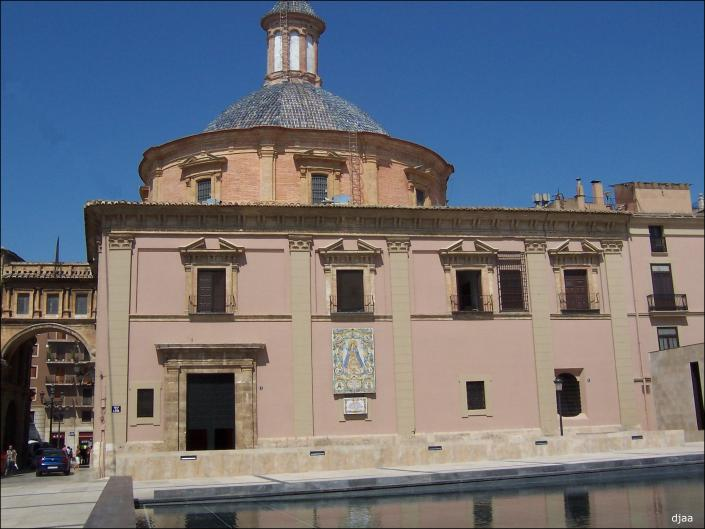
Vista de la basílica des de la plaça de l'Almoina

Des del punt de vista arquitectònic el més destacable de la basílica és la seua monumental cúpula de planta oval de 18,75 metres d'amplària, l'articulació entre el recinte oval i el cambril, i els frescos d'Antonio Palomino de la volta. La volta pintada al fresc per Palomino en realitat és una falsa volta de rajola que fou construïda expressament per albergar les esmentades pintures. Entre aquesta falsa volta i el sostre de la volta original hi ha un espai lliure ben conegut pels restauradors que recentment han netejat les pintures de Palomino.
La basílica té dues portes a la mateixa plaça, i una tercera que dona al passatge que separa la basílica de la Catedral, unides per un arc superior. En aquesta tercera porta hi ha una finestreta enreixada a través de la qual pot contemplar-se la Mare de Déu il·luminada quan la basílica és tancada. Cal destacar els bronzes de l'escultor Octavi Vicent de factura moderna que relaten diversos fets relacionats amb la història de la Verge dels Desemparats.

## Decoració
A l'interior de la Basílica la decoració és de tall classicista, amb pilars, capitells, frontons i finestres que formen una sola unitat estilística. Sant Vicent Màrtir (patró de València) i sant Vicent Ferrer (patró del País Valencià) custodien permanentment la Mare de Déu a l'interior de la basílica, en forma d'estàtues de marbre blanc, obres d'Esteve Bonet, del segle xix.
La imatge de la Mare de Déu es troba depositada en l'altar major i, a través d'un mecanisme, gira cap al cambril, accessible per una escala, on pot ser venerada. És una talla del segle xv del més pur estil gòtic francés revestida segons els gusts dels segles xvii i xviii, que presidia l'antiga confraria «dels folls, ignoscents e desamparats» és a dir, dels bojos, disminuïts mentals i desemparats: condemnats a la pena de mort, sobre els fèretres de la qual, jeia com a signe d'empara maternal. Aquesta imatge de la marededeu és més venerada per tots els valencians.
|  |  |

Pel que fa als frescos d'Antonio Palomino, la recent intervenció en la cúpula de la basílica dels Desemparats de València ha servit per a recuperar-ne tot el color que va pintar en 1701, però també ha rehabilitat el nom d'aquest artista i tractadista cordovés, pintor de cambra de Carles II, la labor pictòrica del qual ha tardat segles a reconéixer-se, encara que hui és considerada fonamental en la producció mural del barroc hispànic.
Palomino, considerat en l'actualitat una de les figures més interessants del període de transició del segle xvii al xviii, va deixar una empremta notable a València (més que en cap altra ciutat), que podia ser major si els 1.200 metres quadrats de volta pintats en l'Església de Sant Joan del Mercat (serien el major fresc del món) hagueren sobreviscut als incendis que quasi van arrasar el temple durant la Guerra Civil.
Poc després de Sant Joan del Mercat Palomino passà a ocupar-se de la volta de la basílica de la Mare de Déu, on, seguint la moda de finals del segle xvii, pretenia reformar-ne l'aspecte interior. Calia convertir «el cofre tancat» que era llavors aquell temple el·líptic d'inspiració renaixentista en un «pati obert». Palomino fou l'encarregat de posar-li «cel» al temple, amb les seues pintures i amb els balcons i columnes que veiem hui en l'interior de la Basílica.
No es coneix amb certesa quant li costà d'acabar la cúpula, encara que no degué ser més d'un any per les exigències pròpies del treball al fresc: l'última capa de lluït s'ha d'aplicar la vespra de plasmar el dibuix, perquè el tremp ha de penetrar en la massa. Això implicava també la necessitat comptar amb un gran equip d'obrers i artistes auxiliars. Primer es va haver de construir la fina volta interior (de dues rajoles de grossor), que va ocultar la llanterna renaixentista. Després, va haver de preparar-se la capa de lluït, alhora que en el sòl els dissenys de Palomino es plasmaven sobre paper. Aquests fulls, que tenien uns xicotets forats en els traços del dibuix, se sobreposaven sobre el morter encara fresc i es realitzava l'estergit: es bufava la pols de sutja sobre el paper, de manera que quedaven uns punts negres sobre el mur. La mà de l'artista era la que després els unia per a perfilar el dibuix sobre el qual s'estenien els colors.
La intensitat dels treballs duts a terme va fer que Palomino buscarà va descansar en la Vall d'Uixó cap a 1703. Allí, en gratitud als ducs de Sogorb, va deixar la seua última obra en terres valencianes: els frescos de l'absis de la parròquia del Sant Àngel.